# Giro dell'Appennino 1992
Il Giro dell'Appennino 1992, cinquantatreesima edizione della corsa, si svolse il 3 maggio 1992, su un percorso di 209 km. La vittoria fu appannaggio dell'italiano Claudio Chiappucci, che completò il percorso in 5h15'25", precedendo il venezuelano Leonardo Sierra e il connazionale Stefano Casagrande.
I corridori che partirono furono 94, mentre coloro che tagliarono il traguardo di Pontedecimo furono 54.

## Ordine d'arrivo (Top 10)
| Pos. | Corridore          | Squadra                          | Tempo    |
| ---- | ------------------ | -------------------------------- | -------- |
| 1    | Claudio Chiappucci | Carrera Jeans                    | 5h15'25" |
| 2    | Leonardo Sierra    | ZG Mobili-Bottecchia             | s.t.     |
| 3    | Stefano Casagrande | Mercatone Uno-Zucchini-Medeghini | a 1'03"  |
| 4    | Gianni Faresin     | ZG Mobili-Bottecchia             | s.t.     |
| 5    | Massimo Podenzana  | Italbonifica-Navigare            | s.t.     |
| 6    | Andrea Ferrigato   | Ariostea                         | a 1'11"  |
| 7    | Gianni Bugno       | Gatorade-Château d'Ax            | s.t.     |
| 8    | Gianluca Bortolami | Lampre-Colnago                   | s.t.     |
| 9    | Giuseppe Petito    | Mercatone Uno-Zucchini-Medeghini | s.t.     |
| 10   | Paolo Botarelli    | Jolly Componibili-Club 88        | s.t.     |